# 索布 (匈牙利)

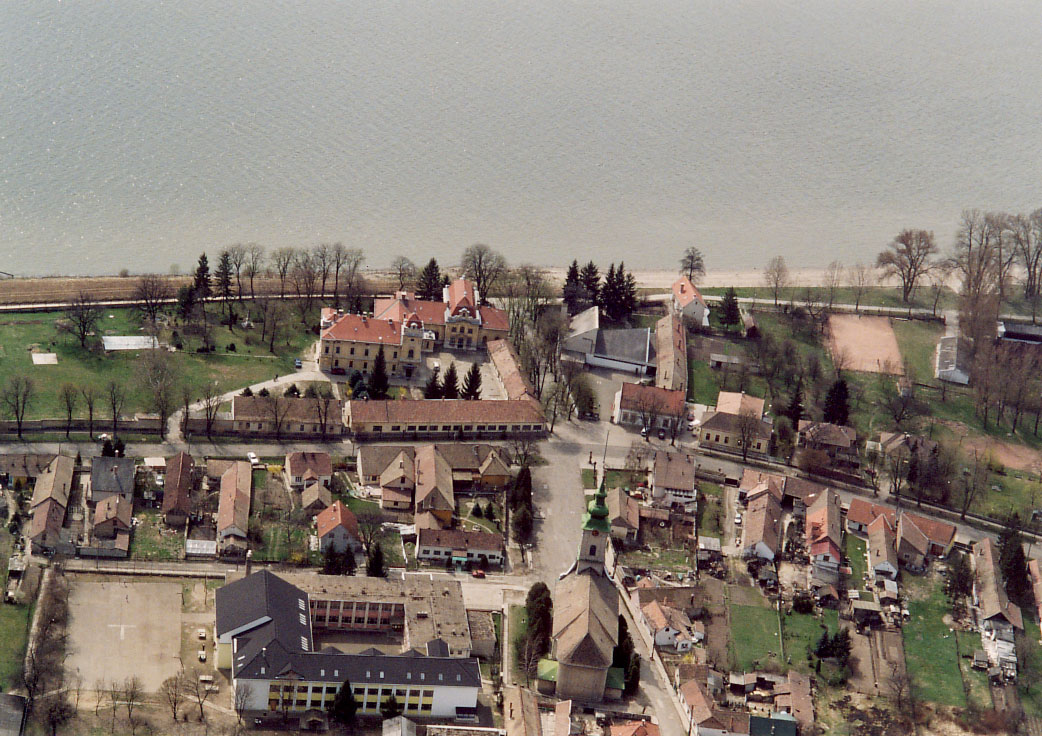

索布是匈牙利的城鎮，位於該國北部多瑙河北岸，毗鄰與斯洛伐克接壤的邊境，由佩斯州負責管轄，面積17.97平方公里，2011年人口2,944，其中約六成居民信奉天主教。

## 外部連結
- Street map （页面存档备份，存于） （匈牙利文）